# العلاقات الإسبانية اللوكسمبورغية
العلاقات الإسبانية اللوكسمبورغية هي العلاقات الثنائية التي تجمع بين إسبانيا ولوكسمبورغ.

## مقارنة بين البلدين
هذه مقارنة عامة ومرجعية للدولتين:
| وجه المقارنة                                              | إسبانيا                                                                             | لوكسمبورغ                                                     |
| --------------------------------------------------------- | ----------------------------------------------------------------------------------- | ------------------------------------------------------------- |
| المساحة (كم2)                                             | 505.99 ألف                                                                          | 2.59 ألف                                                      |
| عدد السكان (نسمة)                                         | 46.73 مليون                                                                         | 599.45 ألف                                                    |
| الكثافة السكانية (ن./كم²)                                 | 92.35                                                                               | 231.45                                                        |
| العاصمة                                                   | مدريد                                                                               | لوكسمبورغ                                                     |
| اللغة الرسمية                                             | اللغة الإسبانية، اللغة الغاليسية، لغة بشكنشية، اللغة الكتالونية، اللغة الأوكسيتانية | اللغة اللوكسمبورغية، لغة فرنسية، اللغة الألمانية              |
| العملة                                                    | يورو، بيزيتا إسبانية                                                                | يورو، فرنك لوكسمبورغ                                          |
| الناتج المحلي الإجمالي (بليون دولار)                      | 1.31 تريليون                                                                        | 62.40 مليار                                                   |
| الناتج المحلي الإجمالي (تعادل القوة الشرائية) بليون دولار | 1.77 تريليون                                                                        | 58.13 مليار                                                   |
| الناتج المحلي الإجمالي الاسمي للفرد دولار أمريكي          | 28.16 ألف                                                                           | 101.45 ألف                                                    |
| الناتج المحلي الإجمالي للفرد دولار أمريكي                 | 38.00 ألف                                                                           | 101.93 ألف                                                    |
| مؤشر التنمية البشرية                                      | 0.876                                                                               | 0.892                                                         |
| رمز المكالمات الدولي                                      | +34                                                                                 | +352                                                          |
| رمز الإنترنت                                              | .es                                                                                 | .lu                                                           |
| المنطقة الزمنية                                           | ت ع م+01:00، ت ع م+02:00                                                            | توقيت وسط أوروبا، ت ع م+01:00، ت ع م+02:00، أوروبا/لوكسمبورج ‏ |

## مدن متوأمة
في ما يلي قائمة باتفاقيات التوأمة بين مدن إسبانية ولوكسمبورغية:
- ترتبط ألتيا مع Niederanven [الإنجليزية]‏ باتفاقية توأمة.

## منظمات دولية مشتركة
يشترك البلدان في عضوية مجموعة من المنظمات الدولية، منها:
| علم المنظمة | اسم المنظمة                               | تاريخ انضمام إسبانيا | تاريخ انضمام لوكسمبورغ |
| ----------- | ----------------------------------------- | -------------------- | ---------------------- |
|             | وكالة الفضاء الأوروبية                    | ?                    | ?                      |
|             | بنك التنمية الآسيوي                       | 1986                 | 2003                   |
|             | الاتحاد الأوروبي                          | 1986                 | 25 مارس 1957           |
|             | وكالة ضمان الاستثمار متعدد الأطراف        | 29 أبريل 1988        | 29 أغسطس 1991          |
|             | منظمة التعاون الاقتصادي والتنمية          | ?                    | ?                      |
|             | الأمم المتحدة                             | 14 ديسمبر 1955       | 24 أكتوبر 1945         |
|             | الوكالة الدولية للطاقة                    | ?                    | ?                      |
|             | الفريق المعني برصد الأرض                  | ?                    | ?                      |
|             | مركز تنسيق الحركة في أوروبا ‏              | ?                    | ?                      |
|             | منظمة حظر الأسلحة الكيميائية              | ?                    | ?                      |
|             | European Air Transport Command ‏           | ?                    | ?                      |
|             | منظمة التجارة العالمية                    | ?                    | ?                      |
|             | منظمة الشرطة الجنائية الدولية             | ?                    | ?                      |
|             | البنك الإفريقي للتنمية                    | ?                    | ?                      |
|             | منظمة الأمن والتعاون في أوروبا            | 25 يونيو 1973        | 25 يونيو 1973          |
|             | مؤسسة التنمية الدولية                     | 18 أكتوبر 1960       | 4 يونيو 1964           |
|             | حلف شمال الأطلسي                          | 30 مايو 1982         | 4 أبريل 1949           |
|             | نظام تحكم تكنولوجيا القذائف               | 1990                 | 1990                   |
|             | يونسكو                                    | 30 يناير 1953        | 27 أكتوبر 1947         |
|             | مجلس أوروبا                               | ?                    | ?                      |
|             | الاتحاد البريدي العالمي                   | ?                    | ?                      |
|             | البنك الدولي للإنشاء والتعمير             | 15 سبتمبر 1958       | 27 ديسمبر 1945         |
|             | اتفاقية السماوات المفتوحة                 | ?                    | ?                      |
|             | الاتحاد الدولي للاتصالات                  | 1866                 | 2 مارس 1866            |
|             | مؤسسة التمويل الدولية                     | 24 مارس 1960         | 4 أكتوبر 1956          |
|             | المنظمة الأوروبية لسلامة الملاحة الجوية   | 1997                 | 1960                   |
|             | المركز الدولي لتسوية المنازعات الاستشارية | 17 سبتمبر 1994       | 29 أغسطس 1970          |
|             | مجموعة أستراليا                           | 1985                 | 1985                   |
|             | مجموعة الموردين النوويين                  | ?                    | ?                      |

## وصلات خارجية
- موقع وزارة الخارجية الإسبانية
- موقع وزارة الخارجية اللوكسمبورغية